# Marius Lode
Marius Lode (Kvernaland, 1993. március 11. –) norvég válogatott labdarúgó, a Bodø/Glimt hátvédje.

## Pályafutása

### Klubcsapatokban
Lode a norvégiai Kvernalandban született. Az ifjúsági pályafutását a helyi Frøyland IL akadémiájánál kezdte.
2012-ben mutatkozott be a Bryne felnőtt csapatában. Először a 2012. április 9-én, a Strømmen ellen 3–1-re megnyert mérkőzésen lépett pályára. A Bryne védőjeként 2015 májusáig játszott, amikor is eltiltották a profi futballtól, mivel pozitív drogtesztet mutatott ki. 2016 októberében tért vissza a klubhoz.
2017. február 2-án a másodosztályban szereplő Bodø/Glimt együtteséhez igazolt. A 2017-es szezonban 29 ligamérkőzésen lépett pályára, ezzel segítve a klub első osztályba való feljutását. Első gólját a 2020. július 15-ei, Kristiansund elleni találkozón szerezte.
2022 januárjában két és fél éves szerződést kötött a 2. Bundesligában szereplő Schalke 04 csapatával. Január 16-án, a Holstein Kiel elleni mérkőzésen debütált. 2022. augusztus 31-én visszatért a Bodø/Glimthez.

### A válogatottban
2021-ben debütált a norvég válogatottban. Először a 2021. március 24-ei, Gibraltár elleni VB-selejtezőn lépett pályára.

## Statisztikák
2023. július 13. szerint
| Klub       | Szezon   | Osztály       | Bajnokság | Bajnokság | Kupa  | Kupa | Nemzetközi | Nemzetközi | Összesen | Összesen |
| Klub       | Szezon   | Osztály       | Meccs     | Gól       | Meccs | Gól  | Meccs      | Gól        | Meccs    | Gól      |
| ---------- | -------- | ------------- | --------- | --------- | ----- | ---- | ---------- | ---------- | -------- | -------- |
| Bryne      | 2012     | Adeccoligaen  | 27        | 0         | 0     | 0    | —          | —          | 27       | 0        |
| Bryne      | 2013     | Adeccoligaen  | 27        | 0         | 0     | 0    | —          | —          | 27       | 0        |
| Bryne      | 2014     | 1. divisjon   | 23        | 0         | 0     | 0    | —          | —          | 23       | 0        |
| Bryne      | 2015     | OBOS-ligaen   | 28        | 0         | 1     | 0    | —          | —          | 29       | 0        |
| Bryne      | 2016     | OBOS-ligaen   | 11        | 0         | 0     | 0    | —          | —          | 11       | 0        |
| Bryne      | Összesen | Összesen      | 116       | 0         | 1     | 0    | 0          | 0          | 117      | 0        |
| Bodø/Glimt | 2017     | OBOS-ligaen   | 29        | 0         | 1     | 0    | —          | —          | 30       | 0        |
| Bodø/Glimt | 2018     | Eliteserien   | 16        | 0         | 3     | 0    | —          | —          | 19       | 0        |
| Bodø/Glimt | 2019     | Eliteserien   | 26        | 0         | 0     | 0    | —          | —          | 26       | 0        |
| Bodø/Glimt | 2020     | Eliteserien   | 26        | 1         | —     | —    | 3          | 0          | 29       | 1        |
| Bodø/Glimt | 2021     | Eliteserien   | 21        | 0         | 0     | 0    | 14         | 0          | 35       | 0        |
| Bodø/Glimt | Összesen | Összesen      | 118       | 1         | 4     | 0    | 17         | 0          | 139      | 1        |
| Schalke 04 | 2021–22  | 2. Bundesliga | 6         | 0         | 0     | 0    | —          | —          | 6        | 0        |
| Bodø/Glimt | 2022     | Eliteserien   | 10        | 0         | 0     | 0    | 6          | 0          | 16       | 0        |
| Bodø/Glimt | 2023     | Eliteserien   | 13        | 0         | 5     | 0    | 2          | 0          | 20       | 0        |
| Bodø/Glimt | Összesen | Összesen      | 23        | 0         | 5     | 0    | 8          | 0          | 36       | 0        |
| Összesen   | Összesen | Összesen      | 263       | 1         | 10    | 0    | 25         | 0          | 298      | 1        |

## Sikerei, díjai
Bodø/Glimt
- OBOS-ligaen
  - Feljutó (1): 2017

- Eliteserien
  - Bajnok (2): 2020, 2021
  - Ezüstérmes (2): 2019, 2022